# Frank Busemann
Frank Busemann (ur. 26 lutego 1975 w Recklinghausen) – niemiecki lekkoatleta, wieloboista, w kategoriach młodzieżowych z powodzeniem startujący w biegu na 110 metrów przez płotki. Dwukrotny olimpijczyk (1996, 2000), w tym medalista olimpijski z 1996 roku.

## Osiągnięcia
- brązowy medal mistrzostw Europy juniorów (bieg na 110 m przez płotki, San Sebastián 1993)
- złoto mistrzostw świata juniorów (bieg na 100 m przez płotki Lizbona 1994)
- srebrny medal igrzysk olimpijskich (dziesięciobój, Atlanta 1996)
- złoto młodzieżowych mistrzostw Europy (bieg na 110 m przez płotki, Turku 1997)
- brązowy medal mistrzostw świata (dziesięciobój, Ateny 1997)

W 1996 wybrano go sportowcem roku w Niemczech.

## Rekordy życiowe
- dziesięciobój lekkoatletyczny - 8706 pkt (1996)
- siedmiobój lekkoatletyczny (hala) - 6291 pkt (2002) rekord Niemiec
- bieg na 110 m przez płotki - 13.45 (1996)
- bieg na 60 m przez płotki (hala) - 7.52 (1997)